# Дядик Іван Іванович
Іван Іванович Дядик (нар. 15 лютого 1911 — ?) — український радянський партійний діяч, 2-й секретар Сталінського обласного комітету КПУ, голова Сталінського раднаргоспу. Депутат Верховної Ради УРСР 4-го скликання. Депутат Верховної Ради СРСР 5-го скликання. Кандидат у члени ЦК КПУ в 1952—1960 р. Член ЦК КПУ в 1960—1966 р. Кандидат технічних наук.

## Біографія
Народився в селянській родині. З 1928 року — слюсар шахти № 5/6, вибійник шахти, викладач школи будівельного навчання.
З 1937 року — диспетчер комбінату «Донбасвугілля», головний інженер шахти № 9 «Капітальна» міста Сталіно.
У 1940 році закінчив Донецький індустріальний інститут імені Хрущова, інженер-шахтобудівник.
Член ВКП(б) з 1941 року.
У 1942 році працював начальником дільниці шахти № 5/7 імені Кірова Новосибірської (тепер Кемеровської) області РРФСР.
З 1942 року — на відповідальній партійній роботі: завідувач відділу вугільної промисловості Анжеро-Судженського міського комітету ВКП(б) Новосибірської (потім Кемеровської) області; заступник секретаря Сталінського міського комітету КП(б)У із вугільної промисловості, секретар Сталінського міського комітету КП(б)У. З 1947 року — заступник секретаря Сталінського обласного комітету КП(б)У із вугільної промисловості, завідувач відділу вугільної промисловості Сталінського обласного комітету КП(б)У.
У вересні (затв.) 1949 — 25 жовтня 1951 року — секретар Сталінського обласного комітету КП(б)У.
25 жовтня 1951 — червень 1957 року — 2-й секретар Сталінського обласного комітету КПУ.
У травні 1957 — березень 1962 року — голова Ради народного господарства (раднаргоспу) Сталінського економічного адміністративного району.
У лютому 1963 — жовтні 1965 року — 1-й заступник голови Ради народного господарства (раднаргоспу) Львівського економічного району.
З грудня 1965 року — голова планової комісії Донецько-Придніпровського економічного району СРСР.
У 1970—1975 роках — директор Донецького ПромбудНДІпроекту (науково-дослідного проектного інституту промислового будівництва).
Потім — на пенсії в місті Донецьку.

## Нагороди
- орден Леніна (26.04.1957)
- два ордени Трудового Червоного Прапора (1.01.1948, 28.02.1961)
- ордени
- медалі
- Почесна грамота Президії Верховної Ради Української РСР (20.03.1958)